# Gogole Wielkie
Gogole Wielkie – wieś w Polsce, położona w województwie mazowieckim, w powiecie ciechanowskim, w gminie Gołymin-Ośrodek.
| SIMC    | Nazwa          | Rodzaj    |
| ------- | -------------- | --------- |
| 0115022 | Gogole-Steczki | część wsi |

W latach 1954–1959 wieś należała i była siedzibą władz gromady Gogole Wielkie (gromada), po jej zniesieniu wieś należała do gromady Gołymin-Ośrodek. W latach 1975–1998 wieś administracyjnie należała do województwa ciechanowskiego.
Przez wieś przebiega droga krajowa DK60.